# Linia kolejowa Boniewo – Krośniewice
Linia kolejowa Boniewo – Krośniewice – zamknięta dla ruchu pasażerskiego i towarowego wąskotorowa linia kolejowa łącząca stację Boniewo ze stacją Krośniewice.

## Historia
Linia została zbudowana przez armię niemiecką. Otwarto ją 10 listopada 1914 roku. Pierwotny rozstaw szyn wynosił 600 mm. W 1922 roku zwiększono rozstaw szyn do 750 mm. Ruch na linii zamykano etapami. 1 kwietnia 2008 roku nastąpiło zamknięcie dla ruchu pasażerskiego i towarowego na odcinku Wielka Wieś Kujawska - Krośniewice, co wiązało się z całkowitym zamknięciem linii.